# Helena Truchlá
Helena Truchlá (* 21. května 1993) je česká novinářka a analytička, od července 2025 zahraniční zpravodajka České televize v Německu.

## Život
V letech 2013 až 2018 vystudovala politologii a hospodářskou politiku na Fakultě sociálních studií Masarykovy univerzity, předtím v letech 2012 až 2013 studovala obor Politics and Geography na The University of Edinburgh ve Skotsku. Během vysokoškolského studia absolvovala zahraniční studijní pobyty na Sciences Po Bordeaux ve Francii (2015) a Freie Universität Berlin v Německu (2017 až 2018).
V letech 2016 až 2022 pracovala jako redaktorka Hospodářských novin a zpravodajského webu Aktuálně.cz, spolupracovala také s Deníkem N, ale například i s TN.cz nebo Seznam Zprávami. Jako novinářka se věnuje zejména Německu, evropské agendě a energetické politice. V letech 2021 až 2023 publikovala také na webu německého veřejnoprávního rozhlasu Mitteldeutscher Rundfunk (MDR). V roce 2021 obdržela Cenu nadace Lipka za mimořádný počin na poli environmentální publicistiky.
Jako analytička projektu České zájmy v EU působila v letech 2022 až 2023 ve výzkumném ústavu STEM, následně pak byla v letech 2023 až 2025 politickou poradkyní v Německém spolkovém sněmu (Bundestag).
Od července 2025 se stala zahraniční zpravodajkou České televize v Německu, kde vystřídala Pavla Poláka.